# Ernst von Breßler
Ernst Christian Breßler, seit 1798 von Breßler (* 29. Januar 1784 in Soldau; † 28. Juni 1849 in Erfurt) war ein preußischer Generalleutnant.

## Leben

### Herkunft
Ernst war ein Sohn des preußischen Majors Samuel von Breßler (1742–1799) und dessen Ehefrau Helene, geborene Funck (1745–1820). Sein Vater war am 6. Juli 1798 durch König Friedrich Wilhelm III. in den erblichen preußischen Adelsstand erhoben worden.

### Militärkarriere
Nach dem Besuch des Kulmer Kadettenhauses wurde Breßler am 1. Januar 1796 als Junker im Husarenregiment „von Czettritz“ der Preußischen Armee angestellt, in dem auch sein Vater diente. Bis Anfang Januar 1803 avancierte er zum Sekondeleutnant und nahm während des Vierten Koalitionskrieges an der Schlacht bei Jena und auf dem Rückzug am Gefecht bei Nordhausen teil. Durch die Kapitulation bei Anklam geriet er in Gefangenschaft und nahm am 29. März 1809 seinen Abschied aus dem preußischen Dienst. Am 1. April 1809 wurde Breßler Premierleutnant im herzoglich braunschweigischen Husaren-Regiment und nahm im gleichen Jahr an den Unternehmungen der Schwarzen Schar des Herzogs von Braunschweig bei Wilsdruff (12. Juni), Leipzig-Lindenau (22. Juni), Nossen (27. Juni) sowie Gefrees-Berneck (8. Juli) teil. Am 22. Juli 1809 wurde er verabschiedet und konnte danach bei Verwandten unterkommen.
Am 16. März 1813 wurde Breßler als Premierleutnant im Schlesischen Landwehrbataillon „von Schwemmler“ wieder in der Preußischen Armee angestellt und stieg am 1. Juni 1813 zum Kapitän und Kompaniechef auf. Während der Befreiungskriege nahm er an der Belagerung von Glogau und an der Völkerschlacht bei Leipzig teil. In der Schlacht bei Waterloo erwarb er 1815 das Eiserne Kreuz II. Klasse. Am 16. Oktober 1815 wurde er zum Major mit Patent vom 2. Oktober 1815 befördert und zum Kommandeur des III. Bataillons im 3. Schlesischen Landwehr-Regiment ernannt. Vom 30. März 1820 bis zum 13. Mai 1827 war er Kommandeur des III. Bataillons im 12. Landwehr-Regiment und anschließend Bataillonskommandeur im Leib-Infanterie-Regiment (Nr. 8). In dieser Eigenschaft avancierte Breßler am 30. März 1830 mit Patent vom 13. April 1830 zum Oberstleutnant. Am 30. März 1831 beauftragte man ihn mit der Führung des 31. Infanterie-Regiments. Am 10. Februar 1832 erfolgte seine Ernennung zum Regimentskommandeur und am 30. März 1833 die Beförderung zum Oberst. Am 30. März 1838 wurde er Breßler seinem Regiment aggregiert und zum Kommandeur der 8. Landwehr-Brigade ernannt. Er erhielt am 15. September 1838 den Johanniter-Orden und am 5. Oktober 1838 den Orden der Heiligen Anna II. Klasse. Am 30. März 1840 wurde er mit Patent vom 2. April 1840 zum Generalmajor befördert und am 23. September 1844 mit dem Roten Adlerorden II. Klasse mit Eichenlaub ausgezeichnet.
Ab dem 22. März 1845 war Breßler Kommandant von Neisse, bis er am 5. März 1846 unter Verleihung des Charakters als Generalleutnant mit der gesetzlichen Pension zur Disposition gestellt wurde. Er starb am 28. Juni 1849 in Erfurt.
Sein Brigadekommandeur schrieb 1837 in seiner Beurteilung: „Die moralische Führung ist vorzüglich. Derselbe zeigt in allen Verhältnissen stets eine höchst anständige und feste Haltung. Im Dienst eifrig und pünktlich, führt er das Regiment gut, weiß auf die taktische Ausbildung, Ökonomie und innere Ordnung mit gutem Geist vorteilhaft zu wirken.“

### Familie
Er heiratete am 8. November 1804 in Wohlau Karoline Fichtner (1788–1854), die Tochter des Oberamtmanns Gottlieb Fichtner. Das Paar hatte neun Kinder:
- Heinrich Ferdinand (* 1807)
- Agnes Melanie (* 1808)
- Marie (1811–1834)
- Luise (1815–1838)
- Ernst (* 1817)
- Guido (1818–1889), preußischer Hauptmann

⚭ Elise von Kleist (1829–1860)
⚭ Elise Mengerßen (* 1840)
- Ernst (1820–1867), Maler
- Heinrich (* 1823), Bahnhofsinspektor
- Mathilde (1824–1839)
- Melanie (1827–1892) ⚭ Julius von Madlung († 1874), preußischer Oberst